# Fredrik Nordström (Musikproduzent)

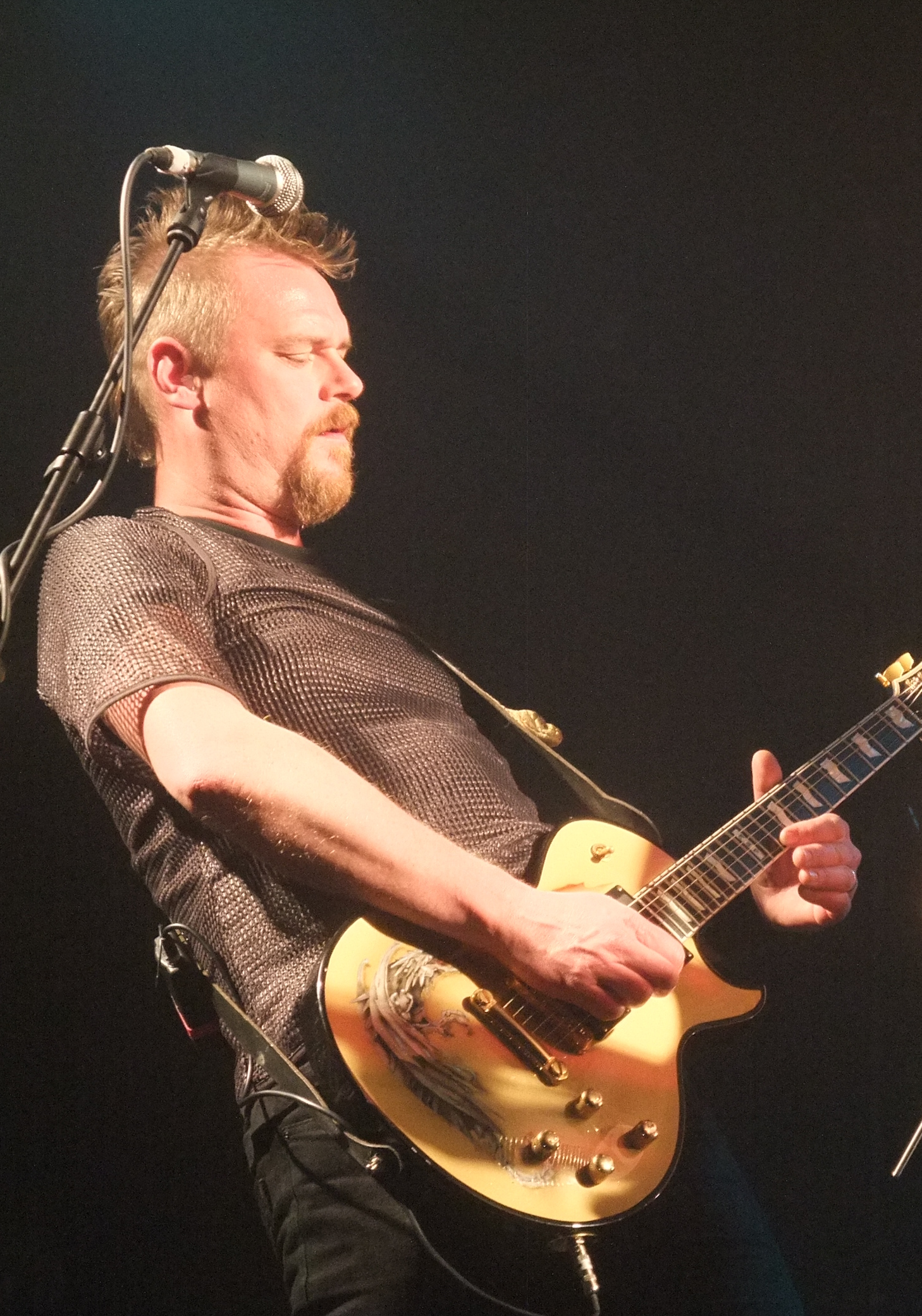
Fredrik Nordström live 2010

Björn Tom Fredrik Nordström (* 5. Januar 1967) ist ein schwedischer Musiker und Musikproduzent. Bekannt ist er unter anderem als Gitarrist in der Heavy-Metal-Band Dream Evil. Zudem ist Nordström einer der führenden Melodic-Death-Metal-Produzenten in Schweden und hat mit einigen der Top-Acts des Subgenres wie auch des Metal insgesamt zusammengearbeitet, darunter Dimmu Borgir, Bring Me the Horizon, Architects, At the Gates, Arch Enemy, Nightrage, Dark Tranquillity, In Flames, Soilwork, Opeth und Powerwolf.

## Werdegang
Seit seiner Jugend war Nordström von Technologie und Musik fasziniert. Alsbald eröffnete er im schwedischen Göteborg ein kleines Tonstudio, um hauptsächlich seine eigene Musik aufzunehmen. Das Studio entwickelte sich zum Studio Fredman, einem der führenden schwedischen Aufnahmestudios, in dem er mit seinem Mitarbeiter Henrik Udd zusammenarbeitet.
1999 gründete Nordström die Heavy-Metal-Band Dream Evil, um seine eigene Musik zu veröffentlichen. Er spielt Gitarre, Keyboards und Klavier. Seit 2010 haben Dream Evil sechs Alben, eine Live-DVD/CD-Set und zwei EPs veröffentlicht. Heute gilt er als einer der Top-Metal-Produzenten in Europa und als eine der zentralen Figuren des Göteborger Melodic-Death-Metal-Stils.